# Ikaro Valderrama Ortiz

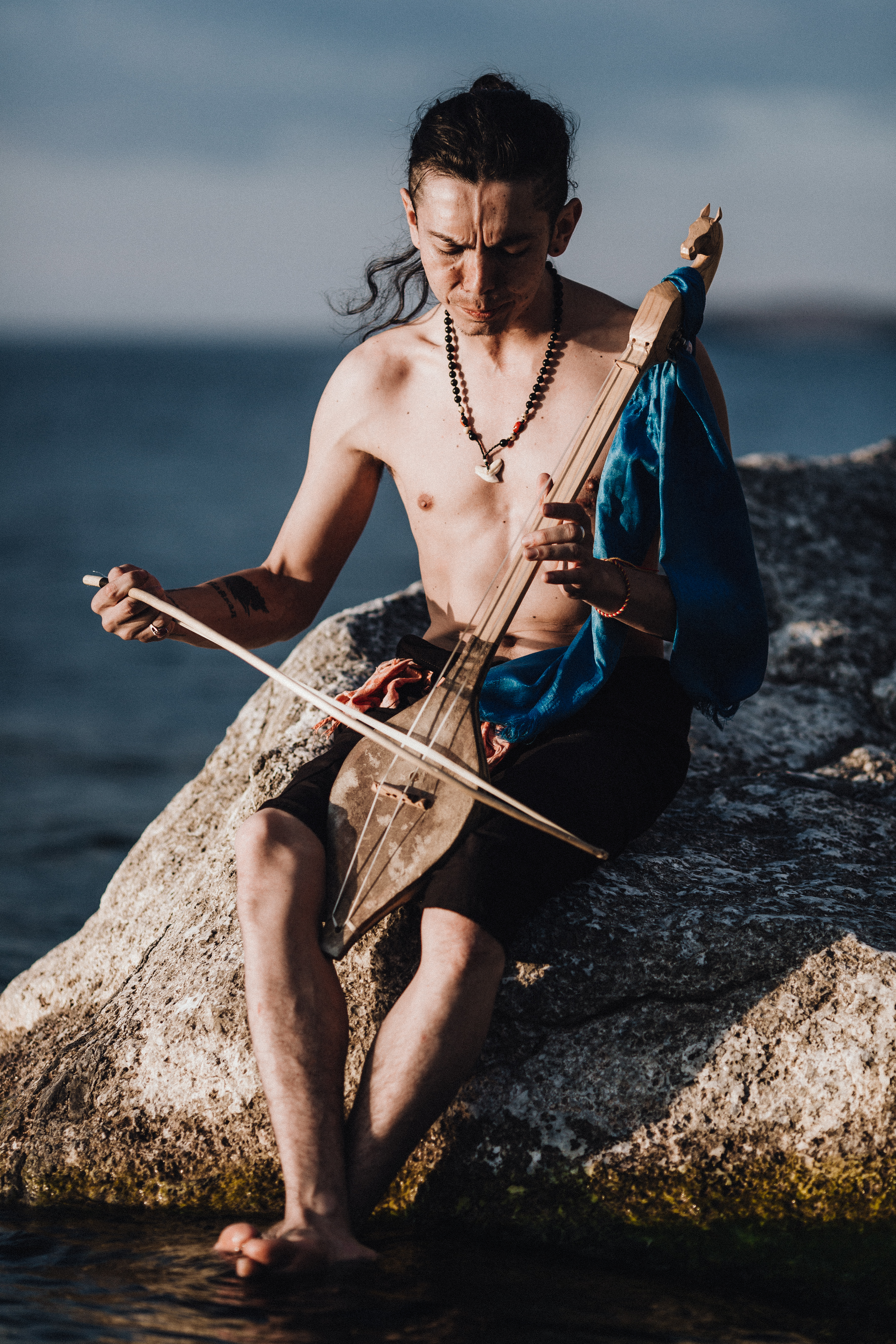
Íkaro Valderrama Ortiz

Ikaro Valderrama Ortiz (geb. am 17. Juli 1984 in Sogamoso) ist ein kolumbianischer Sänger, Schriftsteller, Komponist und Multiinstrumentalist. Seine musikalische und literarischen Arbeiten unterliegen Einflüssen aus Sibirien, Indien und Lateinamerika. Selbst definiert er sich als einen modernen Nomaden, der offen ist für die Erkundung verschiedener Länder, Bräuche und Klänge. Seine Werke sind eine Zusammensetzung aus Inspirationen und Erfahrungen. Seit 2009 lebt und reist Valderrama in verschiedenen Ländern Lateinamerikas und in Sibirien, fühlt sich in die jeweilige Kultur ein und schafft so eine einzigartige Musik. Er eignete sich mehrere Gesangsarten und -techniken an und beherrscht verschiedene Musikinstrumente aus vielen Ländern.
Zusammen mit der chakassischen Sängerin und Songwriterin Ot Umai Tschebodajewa bildete 2015 zunächst das Duo Tash Obaa (Таш Обаа) und seit 2023 die Folk-Rock-Band Tilekei.

## Werke
- 5 7 5 – poemas (ed. de libre descarga, Lobo Blanco Editores, 2021)[3]
- Tengri, el libro de los misterios (segunda ed. Lobo Blanco Editores, 2019)[4]
- Danzas del ojo de piedra (libro de poemas inspirados en fotografías de Jorge Gamboa, 2019, Colección Cuadernos de Fotografía Frónesis)
- La Ciencia Métrica de los Placeres, una aproximáción al Protágoras de Platón (Ediciones Uniandes, 2007; 2da ed. Colección Frónesis)
- Cuentos de Minicuentos (Escrito con el heterónimo de Tundama Ortiz; segunda edición, 2013)[5]
- Ventanas del Silencio (Libro de poemas inspirados en fotografías de Andrés Vergara, 2014)[6]
- Siberia en tus ojos (Libro autobiográfico sobre sus primeros viajes a Siberia, El Peregrino Editores, 2014)[7]
- Kotodama: El Espíritu de la Palabra / Kotodama: Word Soul (Lobo Blanco Editores, 2018)

## Diskografie
Alben
- 2020 Ikaro[8]
- 2018 Hijos del Viento[9]
- 2014 TransBaikal 2.1[10]

Singles
- 2019 Revolución[11]